# Mistrzostwa Finlandii w Skokach Narciarskich 2025
Mistrzostwa Finlandii w skokach narciarskich 2025 – zawody rozgrywane o mistrzostwo Finlandii. Rozegrane zostały 12 stycznia w Lahti na kompleksie skoczni Salpausselkä.
Mistrzostwo w kategorii mężczyzn wywalczył Antti Aalto wyprzedzając o 3,1 pkt drugiego Kasperiego Valto. Trzecie miejsce zajął Eetu Nousiainen straciwszy do miejsca wyżej 1,7 pkt. W zawodach wystartowało w sumie dwudziestu czterech zawodników, w tym dwóch reprezentantów Chin – Song Qiwu oraz Zhao Jiawen.
Wśród kobiet mistrzostwo zdobyła Jenny Rautionaho. Z ponad pięćdziesięciopunktową stratą na drugim miejscu uplasowała się Minja Korhonen. Trzecie miejsce w konkursie zajęła Oosa Thure. Do konkursu przystąpiło łącznie sześć zawodniczek.

## Wyniki

### Mężczyźni – 12 stycznia 2025 – HS130
| Miejsce | Zawodnik            | Klub                   | I seria | II seria | Punkty |
| ------- | ------------------- | ---------------------- | ------- | -------- | ------ |
| 1.      | Antti Aalto         | Kiteen Urheilijat      | 131,0 m | 116,5 m  | 294,6  |
| 2.      | Kasperi Valto       | Lahden HS              | 126,5 m | 121,5 m  | 291,5  |
| 3.      | Eetu Nousiainen     | Puijon HS              | 128,5 m | 120,5 m  | 289,8  |
| 4.      | Paavo Romppainen    | Seinäjoen HS           | 118,0 m | 124,0 m  | 284,7  |
| 5.      | Vilho Palosaari     | Kuusamon Erä-Veikot    | 116,0 m | 122,5 m  | 277,4  |
| 6.      | Ilkka Herola        | Puijon HS              | 115,5 m | 111,0 m  | 252,3  |
| 7.      | Tomas Kuisma        | Puijon HS              | 111,0 m | 113,0 m  | 247,8  |
| 8.      | Jarkko Määttä       | Kainuun HS             | 108,0 m | 123,0 m  | 238,8  |
| 9.      | Song Qiwu           | Chiny/Puijon HS        | 113,0 m | 108,0 m  | 234,9  |
| 10.     | Tuomas Kinnunen     | Lahden HS              | 100,0 m | 118,5 m  | 214,3  |
| 11.     | Otto Niittykoski    | Ylistaron Kilpaveljet  | 95,0 m  | 122,0 m  | 212,1  |
| 12.     | Aatu Ylimäki        | Lapuan Virkiä          | 111,5 m | 116,5 m  | 205,0  |
| 13.     | Zhao Jiawen         | Chiny/Puijon HS        | 115,0 m | 114,0 m  | 204,1  |
| 14.     | Tuomas Meis         | Siilinjärven Ponnistus | 96,0 m  | 112,0 m  | 188,4  |
| 15.     | Kasperi Sivén       | Lahden HS              | 119,0 m | 103,0 m  | 187,7  |
| 16.     | Arttu Pohjola       | Lahden HS              | 110,5 m | 107,0 m  | 182,1  |
| 17.     | Herman Happonen     | Puijon HS              | 96,5 m  | 106,0 m  | 182,0  |
| 18.     | Timi Heiskanen      | Ounasvaaran HS         | 78,0 m  | 128,5 m  | 178,2  |
| 19.     | Valtteri Holopainen | Siilinjärven Ponnistus | 90,0 m  | 111,0 m  | 177,8  |
| 20.     | Eeli Keränen        | Jyväskylän HS          | 92,0 m  | 103,5 m  | 166,9  |
| 21.     | Pyry Keskinen       | Lahden HS              | 98,0 m  | 96,5 m   | 127,7  |
| 22.     | Veeti Hyvärinen     | Siilinjärven Ponnistus | 105,0 m | 86,0 m   | 124,4  |
| 23.     | Kalle Törmänen      | Kuusamon Erä-Veikot    | 95,0 m  | 93,5 m   | 123,4  |
| 24.     | Marcus Kääriäinen   | Sotkamon Jymy          | 77,0 m  | 70,0 m   | 38,2   |
| –       | Eemeli Kurttila     | Taivalkosken Kuohu     | DNS     | DNS      | 0,0    |
| –       | Wille Karhumaa      | Ounasvaaran HS         | DNS     | DNS      | 0,0    |

### Kobiety – 12 stycznia 2025 – HS130
| Miejsce | Zawodniczka      | Klub                   | I seria | II seria | Punkty |
| ------- | ---------------- | ---------------------- | ------- | -------- | ------ |
| 1.      | Jenny Rautionaho | Ounasvaaran HS         | 110,0 m | 119,5 m  | 257,7  |
| 2.      | Minja Korhonen   | Siilinjärven Ponnistus | 105,0 m | 119,0 m  | 201,1  |
| 3.      | Oosa Thure       | Siilinjärven Ponnistus | 102,0 m | 100,5 m  | 163,9  |
| 4.      | Julia Äikiä      | Lahden HS              | 105,0 m | 94,5 m   | 149,0  |
| 5.      | Sofia Mattila    | Lahden HS              | 87,0 m  | 107,5 m  | 144,0  |
| 6.      | Emilia Vidgren   | Lahden HS              | 96,0 m  | 94,5 m   | 135,3  |
| –       | Heta Hirvonen    | Lahden HS              | DNS     | DNS      | 0,0    |